# 罗恩·汤姆西克
罗恩·汤姆西克（英語：Ron Tomsic，1933年4月3日—），生于加利福尼亚州奥克兰，美国前男子篮球运动员。他曾代表美国获得1956年夏季奥运会篮球比赛男子金牌。